# Spechbach (Bade-Wurtemberg)
Pour les articles homonymes, voir Spechbach.
Spechbach est une commune d'Allemagne, situé au sud-est de Heidelberg dans le Bade-Wurtemberg.

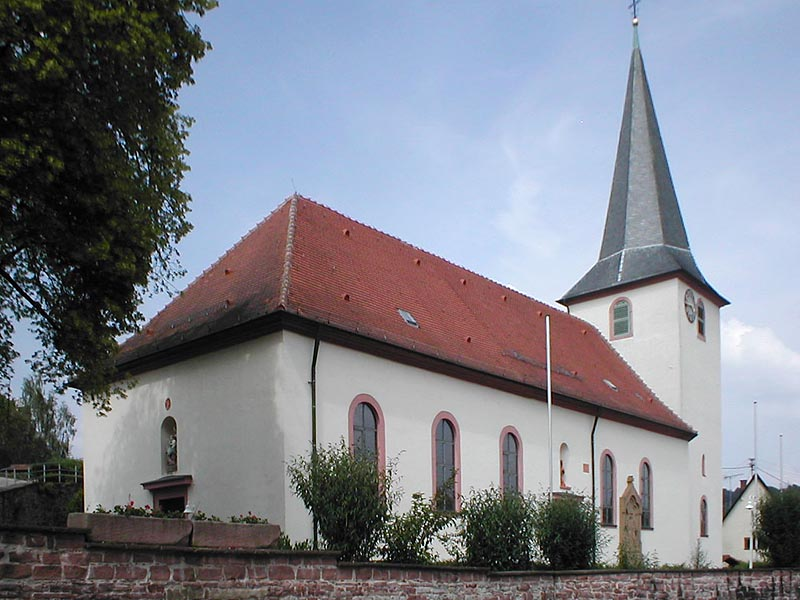
Église
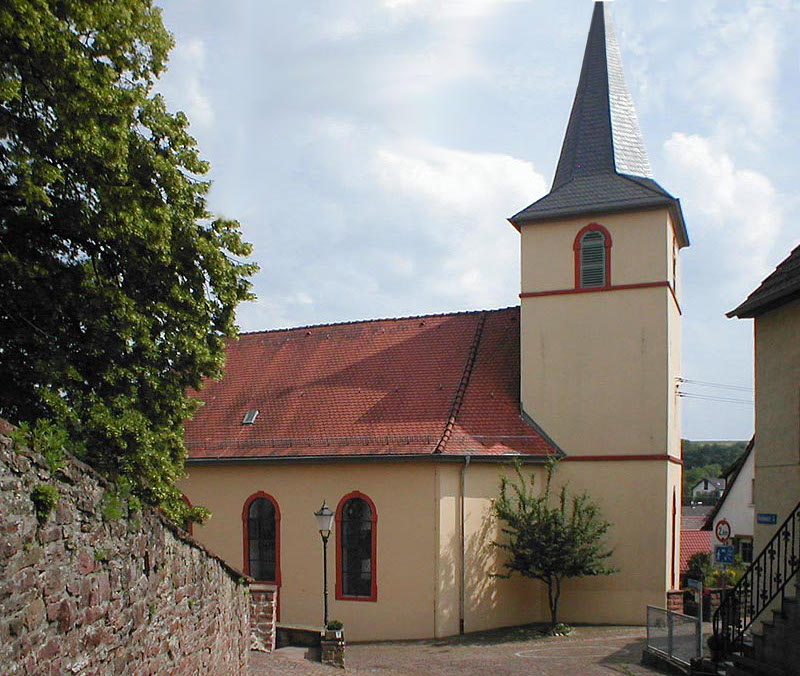
Temple
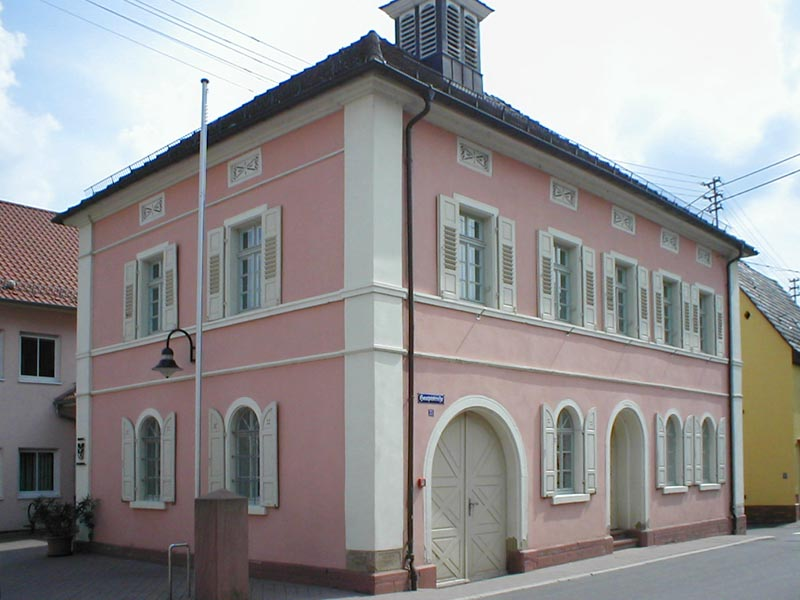
Mairie